# Alexander Goodlet Clark
Alexander Goodlet Clark (1896. augusztus 11. – 1960. december 26.) ausztrál ászpilóta az első világháború idején.

## Élete

### Ifjúkora
Alexander Clark 1896. augusztus 11. született Új-Dél-Wales területén, Ausztráliában. 

### Katonai szolgálata
Az első világháború kitörése után jelentkezett katonának és az ausztrál könnyűlovasságnál szolgált. 1916-ban jelentkezett pilótának az Ausztrál Repülő Hadtesthez (Australian Flying Corps). Első légi győzelmét 1918. április 21-én szerezte Brebières fölött egy Albatros D.V típusú német géppel szemben. Második győzelmét egy hónappal később, március 24-én aratta szintén egy ugyanolyan típusú gépet legyőzve. Harmadik győzelmét április 2-án aratta 17:30-kor Gregory Blaxland ászpilótával közösen. 1918. április 6-án aratta újabb győzelmét Baxlanddal és további két másik pilótával közösen. Hat nappal később lőtte le ötödik gépét, egy Albatros D.V-t és evvel ászpilótává vált.
A háború alatt minden győzelmét Royal Aircraft Factory S.E.5 típusú gépével aratta. A háború utáni életéről nincs adatunk. Annyit tudunk, hogy 1960-ban, karácsony másnapján halt meg az Új-Dél-Wales területén fekvő Goulburnban.

### Légi győzelmei
| Sorszám | Dátum             | Egység                   | Repülőgép | Ellenfél     |
| ------- | ----------------- | ------------------------ | --------- | ------------ |
| 1       | 1918. február 21. | 2. ausztrál repülőszázad | S.E.5a    | Albatros D.V |
| 2       | 1918. március 24. | 2. ausztrál repülőszázad | S.E.5a    | Albatros D.V |
| 3       | 1918. április 2.  | 2. ausztrál repülőszázad | S.E.5a    | C            |
| 4       | 1918. április 6.  | 2. ausztrál repülőszázad | S.E.5a    | C            |
| 5       | 1918. április 12. | 2. ausztrál repülőszázad | S.E.5a    | Albatros D.v |